# Giuliano Argentario

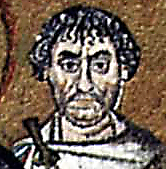
Giuliano Argentario ritratto in un mosaico

Giuliano, noto come Giuliano Argentario (latino: Iulianus Argentarius; fl. secondo quarto del VI secolo), è stato un banchiere e mecenate bizantino, residente a Ravenna, ricordato come il fondatore della Basilica di San Vitale e di altre chiese ravennati del periodo.

## Biografia
Da un monogramma presente nella galleria della Basilica di San Vitale, Deichmann ha dedotto che era greco o almeno di lingua madre greca. Nella stessa chiesa il patrocinio del banchiere si nota in alcune iscrizioni in latino e monogrammi in greco: è riportato che fu Ecclesio, vescovo di Ravenna tra il 522 e il 532, ad ordinare a Giuliano di costruire e decorare San Vitale.
Secondo Agnello Ravennate, Giuliano iniziò i lavori subito dopo il ritorno di Ecclesio da Costantinopoli, dove aveva accompagnato  papa Giovanni I nella sua ambasciata del 526. Sempre secondo la stessa fonte, Giuliano spese ben 26.000 solidi per tale progetto; inoltre si dice che Giuliano fondò anche le chiese di Santa Maria Maggiore e di Santo Stefano, ma questo è alquanto improbabile. Giuliano fu anche il promotore della costruzione della basilica di Sant'Apollinare in Classe, dove si trova un'iscrizione che ricorda il suo supporto. Inoltre, fu patrocinatore della chiesa di sant'Africisco, ora distrutta, assieme a un certo Bacauda, probabilmente suo cognato.
L'assenza di ogni carica pubblica collegata al nome di Giuliano sembra indicare che egli agì come privato cittadino, non come funzionario pubblico o su incarico della chiesa: per questo motivo non può essere identificato come il cortigiano posto tra l'imperatore Giustiniano I e il vescovo Massimiamo del mosaico della basilica di San Vitale.